# Whiskey in the Jar
«Whiskey in the Jar» (en español: «Whisky en la jarra») es una famosa canción tradicional irlandesa que cuenta en primera persona la historia de un bandolero que es traicionado por una mujer, la cual no es seguro si es su esposa o amante.
Es una de las canciones irlandesas más interpretadas, y ha sido versionada por artistas como The Dubliners, The Pogues, Peter, Paul and Mary, The Highwaymen, Roger Whittaker, Clancy Brothers, Tommy Makem, The Irish Rovers, Poxy Boggards, Nuestro Pequeño Mundo, The Limeliters, King Creosote, Nolwenn Leroy, Metallica, Mar del Norte, The Shatilla Shakers y The Brobdingnagian Bards. En el ámbito de la música rock, ha sido versionada por Thin Lizzy en 1972, de la que se han extraído a su vez numerosas versiones de grupos como U2, Pulp, Smokie, Metallica (versión que ganó un premio Grammy), Belle & Sebastian, The Grateful Dead, Gary Moore, El Cuarteto de Nos (que se animó con una versión más costumbrista llamada Whisky en Uruguay), y recientemente una hecha por Bryan Adams en su álbum Shine a Light.
Existen además canciones como «We'll fight for Uncle Sam», que habla sobre una unidad de voluntarios irlandeses en la Guerra de Secesión Americana, o «SAM Song» que habla sobre la historia de un provo, un miembro del IRA. Estas versiones no sólo comparten la melodía sino que además presentan similitudes en la forma de narrar la historia del protagonista e incluso en la misma letra.

## Coro
El coro Musha ring um a do um a da tiene un sonido similar a las palabras irlandesas:
- Musha => M'uishe (mi whiskey)
- ring um a => rinne me/ (rinne = forma pasada del verbo «de/an», que significa «do, make, perform, carry out, commit, turn out, reach, establish»; me/ = «I, me»)
- do => don (de «do» + «an» = «to the, for the»)
- um a da => amada/n (fool)

por lo que la frase significaría «whiskey made me the fool» («El whiskey me hizo un necio»).

## Historia
De forma resumida, la canción trata de un hombre que narra cómo fue traicionado por su amante o esposa, que incluso podría tratarse de una prostituta. Aunque los nombres de los dos personajes presentes en la canción pueden variar, así como el lugar, los más típicos son: 
- Coronel Pepper o Capitán Farrell como el sujeto que es asaltado por el protagonista del relato.
- Molly, Genny o Ginny, entre otros, como la amante del protagonista.
- Kerry, Kilmagenny, Cork, Gilgarra Mountain, Sligo Town y otros lugares a lo largo de Irlanda son los lugares donde se desarrolla la historia.

El protagonista encuentra al coronel/capitán contando su dinero en un camino, lo que le tienta a asaltarlo. Tras haber robado su dinero, se dirige hacia su amada, la cual le «jura que le será fiel, no, nunca lo dejará». Sin embargo, al entrar en la habitación de su amante, el coronel/capitán aparece del escondite donde ella le había dicho que se ocultara. El protagonista, alarmado, saca sus pistolas y mata al capitán. Al final, el protagonista cuenta que ahora se encuentra en prisión. En otras versiones muy extendidas como la de The Dubliners por ejemplo, Genny cambia la munición de sus cartuchos por agua y le roba la espada, para luego ir a delatarlo ante el Capitán Farrel, de modo que por la mañana este aparece junto con más soldados y cuando el protagonista intenta matarlo, lo apresan.

## Versión de Metallica
En 1998, la banda estadounidense Metallica grabó su versión inspirada totalmente en la original de Thin Lizzy, incluida en el álbum de versiones Garage Inc.. Fue lanzado el 1 de febrero de 1999 como el segundo sencillo del álbum. La canción fue premiada al Grammy en el año 2000 a la mejor interpretación de hard rock. Alcanzó el número 4 del Mainstream Rock Tracks de la revista Billboard y se ubicó en la posición número 29 de la lista de sencillos del Reino Unido. El video musical realizado para la canción fue dirigido nuevamente por Jonas Åkerlund, quien ya se había encargado del video de su anterior sencillo "Turn the Page".

### Lista de canciones
CD Promo
1. «Whiskey in the Jar» (Edit) – 4:34
2. «Whiskey in the Jar» (Versión del álbum) – 5:04

CD 1
1. «Whiskey in the Jar» – 5:04
2. «Blitzkrieg» (en directo) – 4:07 – cover de Blitzkrieg
3. «The Prince» (en directo) – 5:12 – cover de Diamond Head

CD2
1. «Whiskey in the Jar» – 5:04
2. «The Small Hours» (en directo) – 6:39 – cover de Holocaust
3. «Killing Time» (en directo) – 3:33 – cover de Sweet Savage

CD3
1. «Whiskey in the Jar» – 5:04
2. «Last Caress»/«Green Hell» (en directo) – 3:56 – cover de Misfits
3. «Whiskey in the Jar» (en directo) – 5:17